# Тайнио, Тему
Те́му Та́йнио (фин. Teemu Tainio; родился 27 октября 1979 года, Торнио) — финский футболист, завершивший игровую карьеру, выступал на позиции полузащитника. После окончания карьеры игрока стал тренером.

## Биография
Тему Тайнио родился 27 ноября 1979 года в финском городе Торнио. Свою карьеру он начал в 1994 году в клубе ТП-47, а в следующем году был переведён в клуб «Хака», сыграл в нём 20 матчей и забил 4 гола. В 1997 году Тайнио перешёл в французский клуб «Осер» и по 2005 год играл в нём. За «Осер» Тайнио сыграл 148 матчей и забил 14 голов.
В 2005 году перешёл в клуб английской Премьер-лиги «Тоттенхэм Хотспур». За него Тайнио сыграл 61 матч и забил 3 гола. В «Тоттенхэме» Тайнио играл три года, а затем в 2008 году перешёл в «Сандерленд». Летом 2009 года был отдан в аренду клубу «Бирмингем Сити» до конца сезона 2009/2010.
31 августа 2010 года, Тайнио заключил однолетний контракт с амстердамским «Аяксом». В клубе Тайнио дебютировал 11 сентября в матче чемпионата против «Виллема II», завершившемся победой «Аякса» со счётом 2:0.

## Достижения
- Обладатель Кубка Финляндии: 1997
- Обладатель Кубка Франции: 2003, 2005
- Обладатель Кубка лиги: 2008